# Квадратный фут

Сравнение единиц площади.
1 фут² — наименьший шаг сетки внизу (самое левое обозначение внизу);
1 м² — наименьший шаг сетки вверху (самое левое обозначение вверху)

Квадратный фут (фут²) — единица измерения площади в английской системе мер, используемая преимущественно в США и частично в Бангладеш, Канаде, Гане, Гонконге, Индии, Либерии, Малайзии, Мьянме, Непале, Пакистане, Сингапуре и Великобритании. Определяется как площадь квадрата со сторонами длиной 1 фут (0,333… ярда, 12 дюймов, или 0,3048 метра).
1 фут² равен:
- 144 квадратным дюймам (квадрат 12×12 дюймов)
- ⅑ квадратного ярда
- 92903,04 квадратных миллиметров (мм²)
- 929,0304 квадратных сантиметров (см²)
- 0,09290304 квадратных метров
- ≈0,00002295684 акра.